# ماکسیمیلیان اوستاشوگ
ماکسیمیلیان اوستاشوگ (انگلیسی: Maximilian Oesterhelweg؛ زادهٔ ۲۱ ژوئیهٔ ۱۹۹۰) بازیکن فوتبال اهل آلمان است.
از باشگاه‌هایی که در آن بازی کرده‌است می‌توان به باشگاه فوتبال کارل زایس ینا، باشگاه فوتبال وی‌اف‌آر آلن، و باشگاه فوتبال کمنیتس اشاره کرد.